# Földeáki Nóra
Földeáki Nóra (Debrecen, 1979. június 11. –) magyar színésznő.

## Életpályája
1993–1997 között a debreceni Ady Endre Gimnázium tanulója volt. 1997–2002 között játszott már a debreceni Csokonai Színházban. 2002–2006 között a Színház- és Filmművészeti Egyetem hallgatója volt. 2006–2008 között ismét a Csokonai Színház tagja. 2008-tól a Forte Társulat színésznője.

### Magánélete
Férje Horváth Csaba rendező-koreográfus. Két lányuk van, akik 2011-ben ill. 2012-ben születtek.

## Fontosabb színházi szerepei
- 2007 – Frank Wedekind: A tavasz ébredése, rendező: Horváth Csaba (Csokonai Színház, Debrecen)
- 2008 – Szálinger Balázs: Kalevala, koreográfus-rendező: Horváth Csaba (MODEM)
- 2008 – Evangélium, koreográfus-rendező: Horváth Csaba (Zsámbéki Színházi Bázis)
- 2009 – Gorkij: Éjjeli menedékhely, rendező: Horváth Csaba (József Attila Színház)
- 2009 – Etűdök/Csak a felhők, koreográfus-rendező: Horváth Csaba  (Móricz Zsigmond Színház, Nyíregyháza)
- 2009 – Isteni vidékek, koreográfus-rendező: Horváth Csaba (Trafó Kortárs Művészetek Háza)
- 2009 – Ne kíméld, akiket szeretsz, rendező: Hajdu Szabolcs (Zsámbéki Színházi Bázis)
- 2009 – Dürrenmatt: A fizikusok, rendező: Horváth Csaba (Sanyi és Aranka Színház)
- 2010 – Szálinger Balázs: A tiszta méz, rendező: Horváth Csaba (József Attila Színház)
- 2010 – Erkel: Sakk-játék, koreográfus-rendező: Horváth Csaba (Gyulai Várszínház)
- 2010 – Samuel Beckett: Ó, azok a szép napok!, koreográfus-rendező: Horváth Csaba (Trafó Kortárs Művészetek Háza)
- 2014 – Helen Edmundson: Irtás, rendező: Horváth Csaba (Szkéné Színház)
- 2015 – Fjodor Dosztojevszkij: Bűn és bűnhődés, rendező: Horváth Csaba (Szkéné Színház)
- 2015 – Tar Sándor-Keresztury Tibor: A te országod, rendező: Horváth Csaba (Trafó Kortárs Művészetek Háza)
- 2016 – Gerhart Hauptmann: Patkányok, rendező: Horváth Csaba (Szkéné Színház)
- 2008 – S. Ruhl: Tiszta vicc rendező: Lukáts Andor (Sanyi és Aranka Színház)
- 2009 – TÁP Színház: Kurátorok, rendező: Vajdai Vilmos
- 2009 – Shakespeare: Hamlet, rendező: Zsótér Sándor (József Attila Színház)
- 2009 – Gorkij: Éjjeli menedékhely, rendező: Horváth Csaba (József Attila Színház)
- 2014 – W.S. Othello – néger mór, rendező: Zsótér Sándor (Stúdió K)
- 2017 – Kálmán nap, rendező Hajdu Szabolcs (Látókép Ensemble – B32)

## Filmes és televíziós szerepei
- Liberté '56 (2007)